# قسمت کسری
قسمت کسری یا بخش اعشاری (به انگلیسی: fractional part یا decimal part)، به قسمت سمت راست جداکنندهٔ اعشار یک عدد حقیقی غیر منفی {\displaystyle x} گفته می‌شود. جزءصحیح {\displaystyle x} با {\displaystyle \lfloor x\rfloor } نشان داده می‌شود. قسمت کسری {\displaystyle x} را می‌توان به‌صورت زیر نوشت:
{\displaystyle \operatorname {frac} (x)=x-\lfloor x\rfloor ,\;x>0}
برای یک عدد مثبتِ نوشته‌شده در یک دستگاه اعداد ارزش مکانی معمولی (مانند دودویی یا اعشاری)، قسمت کسری آن با ارقامی که بعد از جداکنندهٔ اعشار ظاهر می‌شوند مطابقت دارد. نتیجه، یک عدد حقیقی در بازهٔ نیمه باز {\displaystyle [0,1)} است.

## برای اعداد منفی
با این حال، در مورد اعداد منفی، راه‌های متضاد مختلفی برای گسترش تابع جزء کسری به آن‌ها وجود دارد: یا به همان شکلی که برای اعداد مثبت تعریف می‌شود، یعنی توسط {\displaystyle \operatorname {frac} (x)=x-\lfloor x\rfloor } (Graham, Knuth & Patashnik 1992)، یا به عنوان بخشی از عدد در سمت راست جداکنندهٔ اعشار {\displaystyle \operatorname {frac} (x)=|x|-\lfloor |x|\rfloor } (Daintith 2004)، یا با تابع فرد:
{\displaystyle \operatorname {frac} (x)={\begin{cases}x-\lfloor x\rfloor &x\geq 0\\x-\lceil x\rceil &x<0\end{cases}}}
سقف {\displaystyle x} با {\displaystyle \lceil x\rceil } نشان داده می‌شود. در نتیجه، ممکن است برای مثال، سه مقدار مختلف برای بخش کسری {\displaystyle x} وجود داشته‌باشد: اگر {\displaystyle x} برابر با {\displaystyle -1.3} باشد، قسمت کسری آن طبق تعریف اول {\displaystyle 0.7}، طبق تعریف دوم {\displaystyle 0.3} و {\displaystyle -0.3} است.
{\displaystyle \operatorname {frac} (x)=x-\lfloor |x|\rfloor \cdot \operatorname {sgn}(x)}
این {\displaystyle x-\lfloor x\rfloor } و تعاریف «تابع فرد»، اجازهٔ تجزیهٔ منحصر به فرد هر عدد واقعی {\displaystyle x} را به مجموع قطعات صحیح و کسری آن را می‌دهد. این دو تعریف از تابع قسمت کسری نیز خودتوانی را ارائه می‌دهند.
قسمت کسری که از طریق تفاوت ⌊ ⌋ تعریف می‌شود، معمولاً با آکولاد نشان داده می‌شود:
{\displaystyle \{x\}:=x-\lfloor x\rfloor }
محدودهٔ آن، بازهٔ نیمه باز [۰, ۱) است. برای اعداد مخالف اجزای کسری به‌صورت زیر تکمیل می‌شوند:
{\displaystyle \{x\}+\{-x\}={\begin{cases}0&{\mbox{ if }}x\in \mathbb {Z} \\1&{\mbox{ if }}x\not \in \mathbb {Z} \end{cases}}}

## رابطه با کسرهای مسلسل
هر عدد حقیقی را می‌توان اساساً منحصر به فرد به‌صورت یک کسر مسلسل نشان داد، یعنی به عنوان مجموع قسمت صحیح آن و وارون ضربی از قسمت کسری آن است که به‌عنوان مجموع قسمت صحیح آن و وارون ضربی قسمت کسری آن، و غیره نوشته‌شده‌است.